# Franco Mostert
Francois John Mostert (Welkom, 27 novembre 1990) è un rugbista a 15 sudafricano, che gioca nel ruolo di seconda linea per gli Honda Heat in Top League. Nel 2019 è diventato campione del mondo con il Sudafrica.

## Biografia
Mostert si formò come giocatore nelle giovanili dei Blue Bulls. A partire dal 2010, si immatricolò all'Università di Pretoria ed iniziò a giocare negli UP Tuks, rappresentativa universitaria con cui partecipò a tre edizioni della Varsity Cup (torneo interuniversitario sudafricano), vincendola nel 2012. Il suo debutto professionistico avvenne con la maglia dei Blue Bulls durante la Vodacom Cup del 2012; successivamente, nello stesso anno, esordì anche in Currie Cup. Nel novembre 2012 annunciò il suo trasferimento ai Golden Lions con i quali ottenne la sua prima presenza nell'edizione 2013 della Vodacom Cup; non riuscì a completare il torneo, poi vinto dalla sua squadra, a causa di un incidente stradale che gli provocò la frattura dell'anca e gli fece saltare tutto il resto della stagione. Il suo ritorno in campo avvenne durante il Super Rugby 2014: inserito nella rosa della franchigia dei Lions dall'allora tecnico Johan Ackermann, fece il suo debutto nella competizione contro i Cheetahs alla prima giornata. Nel 2015 non salto nessun incontro né con la franchigia dei Lions né con i Golden Lions, con i quali si aggiudicò la Currie Cup. L'anno successivo raggiunse con i Lions la finale del Super Rugby 2016, ma fu sconfitto dagli Hurricanes. Al termine del torneo australe, Mostert si trovò coinvolto in una complessa disputa contrattuale: egli aveva, infatti, firmato ad inizio anno un contratto con il Lione che lo aspettava in Francia il 1º novembre, ma il giocatore non si presentò ed anzi siglò un accordo biennale con i Black Rams per giocare nella Top League nello stesso periodo. La situazione, influenzata dal suo debutto con gli Springboks e dalle conseguenti pressioni della federazione sudafricana affinché rimanesse in patria, si risolse con il giocatore che, nonostante le minacce di azioni legali contro di lui da parte del club francese, continuò la sua militanza in Giappone e con i Lions, franchigia con cui fu nuovamente sconfitto nella finale del Super Rugby sia nel 2017 che nel 2018. Nel maggio 2018 fu annunciato il suo trasferimento a Gloucester a partire dalla stagione 2018-2019 di English Premiership. Anche in questo caso, però, si generarono delle notevoli dispute contrattuali con i Lions che dichiararono, da parte loro, illegale il passaggio del giocatore al club inglese a causa delle negoziazioni avvenute quando egli era ancora sotto contratto con la franchigia. I sudafricani chiamarono in causa World Rugby, ma l'organizzazione internazionale riconobbe come valido il trasferimento e Mostert poté, così, debuttare con la sua nuova maglia contro Worcester il 1º dicembre 2018. Dopo due stagioni trascorse nel club inglese, con cui raggiunse la semifinale di Premiership il primo anno, annunciò il suo passaggio alla squadra giapponese degli Honda Heat nel luglio 2020
Mostert fu convocato per la prima volta nel Sudafrica dal commissario tecnico Allister Coetzee, il quale lo chiamò in sostituzione dell'infortunato Pieter-Steph du Toit per preparare le amichevoli dell'estate 2016. Il suo debutto avvenne contro l'Irlanda nel secondo incontro del loro tour africano, del quale giocò anche la terza ed ultima partita. Successivamente ottenne due presenze nel The Rugby Championship 2016 e scese in campo in tutti i test-match del tour di fine anno della nazionale sudafricana. Nella stagione 2017 disputò tutti gli incontri contro la Francia durante la tournée estiva dei transalpini e ne mancò solo uno del The Rugby Championship. Nel corso del tour di novembre degli Springboks, del quale saltò solo una partita, segnò la sua prima meta in nazionale contro l'Italia. Anche nel 2018 fu presente in tutti gli impegni della selezione sudafricana, non scendendo in campo solo contro l'Argentina nella prima giornata del The Rugby Championship 2018 e contro l'Inghilterra durante la tournée europea a causa dei suoi problemi con il trasferimento al Gloucester. Nel 2019 prese parte al vittorioso The Rugby Championship, dove mancò solamente la sfida con l'Australia. Successivamente convocato dal commissario tecnico Rassie Erasmus nella squadra sudafricana per la Coppa del Mondo di rugby 2019, giocò tutti gli incontri che portarono gli Springboks a laurearsi campioni del mondo.

## Palmarès
- Coppe del mondo: 2
Sudafrica: 2019, 2023
- Rugby Championship: 1
Sudafrica: 2019
- Currie Cup: 1
Golden Lions: 2015